# 鐵板豬內臟

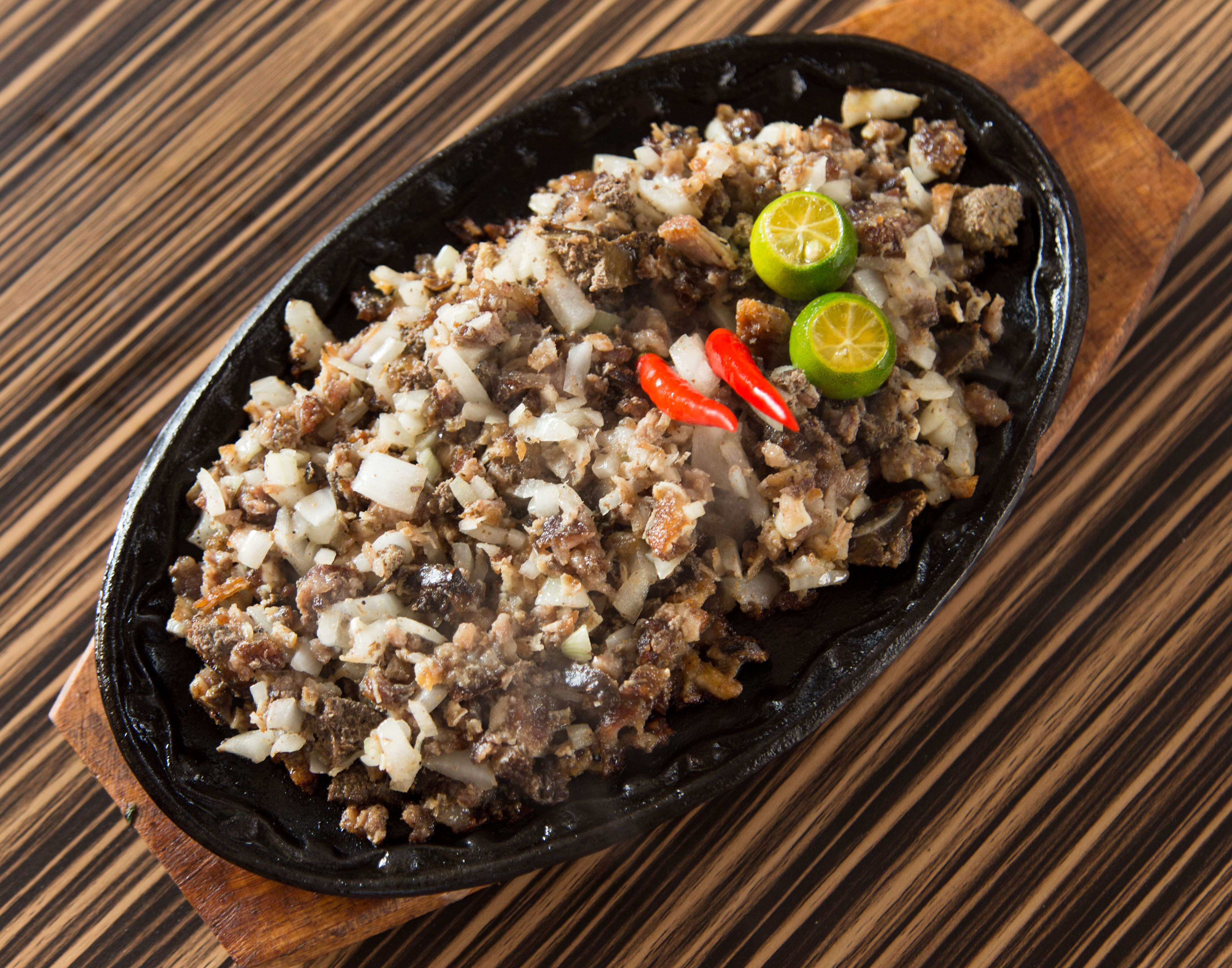
一盤鐵板豬內臟

鐵板豬內臟是一种菲律宾菜式，流行于邦板牙省，用猪头和猪肝制成，用四季橘和辣椒调味。

## 歷史
鐵板豬內臟（Sisig）的菜名，词源于邦板牙语，最早记录于1732年，指一种用木瓜和番石榴制成的沙拉。而猪头和猪肝一般被认为源于克拉克空军基地提供的废料。

## 製作過程
一般是先把豬頭煮熟，並除去毛髮，然後將豬頭肉切碎並直接烤。最後加入切碎的洋蔥，並且上桌。上桌時是以鐵板來盛載。